# Rojbin Erden
Rojbin Erden (* 15. August 1996 in Istanbul) ist eine türkische Schauspielerin.

## Leben und Karriere
Erden wurde am 15. August 1996 in Istanbul geboren. Ihre Familie stammt ursprünglich aus Muğla. Sie studierte am İstanbul Üniversitesi Devlet Konservatuvarı. Ihr Debüt gab sie 2021 in einer Episode in Çıplak. Von 2022 bis 2023 spielte sie in der Fernsehserie Gelsin Hayat Bildigi Gibi mit. Zwischen 2023 und 2024 bekam Erden in der Serie Yabani eine Hauptrolle.

## Filmografie
- 2021: Çıplak (Fernsehserie, 1 Folge)
- 2022–2023: Gelsin Hayat Bildiği Gibi (Fernsehserie, 41 Folgen)
- seit 2023: Yabani (Fernsehserie)